# Андруцос, Атанасиос
Атанасиос Андруцос (греч. Θανάσης Ανδρούτσος; 6 мая 1997 года, Греция) — греческий футболист, правый защитник клуба ОФИ. Выступал за сборную Греции.

## Карьера
Андруцос является воспитанником Олимпиакоса. Тренироваться с главной командой начал в сезоне 2016/17. 4 декабря 2016 года дебютировал в греческом чемпионате в поединке против «Левадиакоса», выйдя на замену на 74-й минуте вместо Андре Мартинша.
Игрок юношеских и молодёжных сборных Греции различных возрастов. В марте 2017 года был впервые вызван в основную греческую команду, однако участие в официальных и товарищеских играх не принимал.